# Eu sei que vou te amar
Eu sei que vou te amar è una canzone composta da Vinícius de Moraes e Antônio Carlos Jobim, fu incisa per la prima volta da Maysa. Nel 1970 fu realizzata una notevole versione da Vinícius de Moraes con Maria Creuza e Toquinho. 
Nel 1976 i due artisti brasiliani realizzarono una versione in italiano, intitolata Io so che ti amerò con testo di Sergio Bardotti, insieme ad Ornella Vanoni nell'LP La voglia la pazzia l'incoscienza l'allegria. 

## Nel cinema
La canzone ha ispirato l'omonimo film del 1986 diretto da Arnaldo Jabor.